# Darin McBeath
Darin McBeath (Calgary, 17 giugno 1976) è un allenatore di sci alpino ed ex sciatore alpino canadese.

## Biografia

### Carriera sciistica
McBeath debuttò in campo internazionale in occasione dei Mondiali juniores di Lake Placid 1994; esordì in Coppa del Mondo il 27 novembre 1998 ad Aspen in supergigante, senza completare la prova, e ai Campionati mondiali a Vail/Beaver Creek 1999, dove si classificò 20º nella discesa libera, 21º nel supergigante e 13º nella combinata. Il 17 febbraio 1999 conquistò l'ultimo podio in Nor-Am Cup, ad Apex in discesa libera (2º), e il 17 dicembre dello stesso anno ottenne il miglior piazzamento in Coppa del Mondo, in Val Gardena in discesa libera (9º).
Ai Mondiali di Sankt Anton am Arlberg 2001, sua ultima presenza iridata, si piazzò 19º nella discesa libera e 29º nel supergigante; l'anno dopo ai XIX Giochi olimpici invernali di Salt Lake City 2002, sua unica presenza olimpica, fu 32º nella discesa libera, 17º nella combinata e non completò il supergigante. Prese per l'ultima volta il via in Coppa del Mondo il 20 dicembre 2003 in Val Gardena in discesa libera (38º) e si ritirò al termine di quella stessa stagione 2003-2004; la sua ultima gara fu uno slalom gigante FIS disputato l'8 aprile a Nakiska, non completato da McBeath.

### Carriera da allenatore
Dopo il ritiro è divenuto allenatore di sci alpino nei quadri della Federazione sciistica del Canada.

## Palmarès

### Coppa del Mondo
- Miglior piazzamento in classifica generale: 61º nel 2000

### Nor-Am Cup
- 6 podi (dati dalla stagione 1994-1995):
  - 5 secondi posti
  - 1 terzo posto

### Campionati canadesi
- 6 medaglie:
  - 1 oro (supergigante nel 1998)
  - 4 argenti (discesa libera nel 1998; discesa libera, supergigante nel 2002; supergigante nel 2003)
  - 1 bronzo (slalom gigante nel 1998)